# Oxizi de azot
| Legătura azotului | formula chimică | Denumire          |
| +1                | N2O             | protoxid de azot  |
| +2                | NO              | monoxid de azot   |
| +3                | N2O3            | trioxid de azot   |
| +4                | NO2             | dioxid de azot    |
| +4                | N2O4            | tetraoxid de azot |
| +5                | N2O5            | pentaoxid de azot |

Oxizii de azot sunt combinații chimice sub formă gazoasă ale azotului în raporturi diferite cu oxigenul în funcție de gradul de oxidare. Oxizii de azot sunt combinații chimice care nu iau naștere spontan ci numai prin absorbție de energie, cu excepția protoxidului de azot care este folosit ca narcotic. Ceilalți oxizi formează în contact cu apa acizi,  liberi în aer  sub acțiunea razelor UV eliberează ozon fiind dăunător mediului înconjurător.

## Gaze nitrice
Gaze nitrice sunt denumite oxidul (NO) și bioxidul de azot (NO2). Ele iau naștere prin reacția acidului azotic (HNO3) cu metale, substanțe organice, sau prin arderea cărbunilor și produselor petroliere.

## Acțiunilor oxizilor de azot
- produc iritarea, lezarea căilor respiratorii
- favorizează formarea ploilor acide

(2NO2 + H2O → HNO3 + HNO2)
- favorizează formarea smogului
- favorizează formarea ozonului sub acțiunea razelor ultra violete

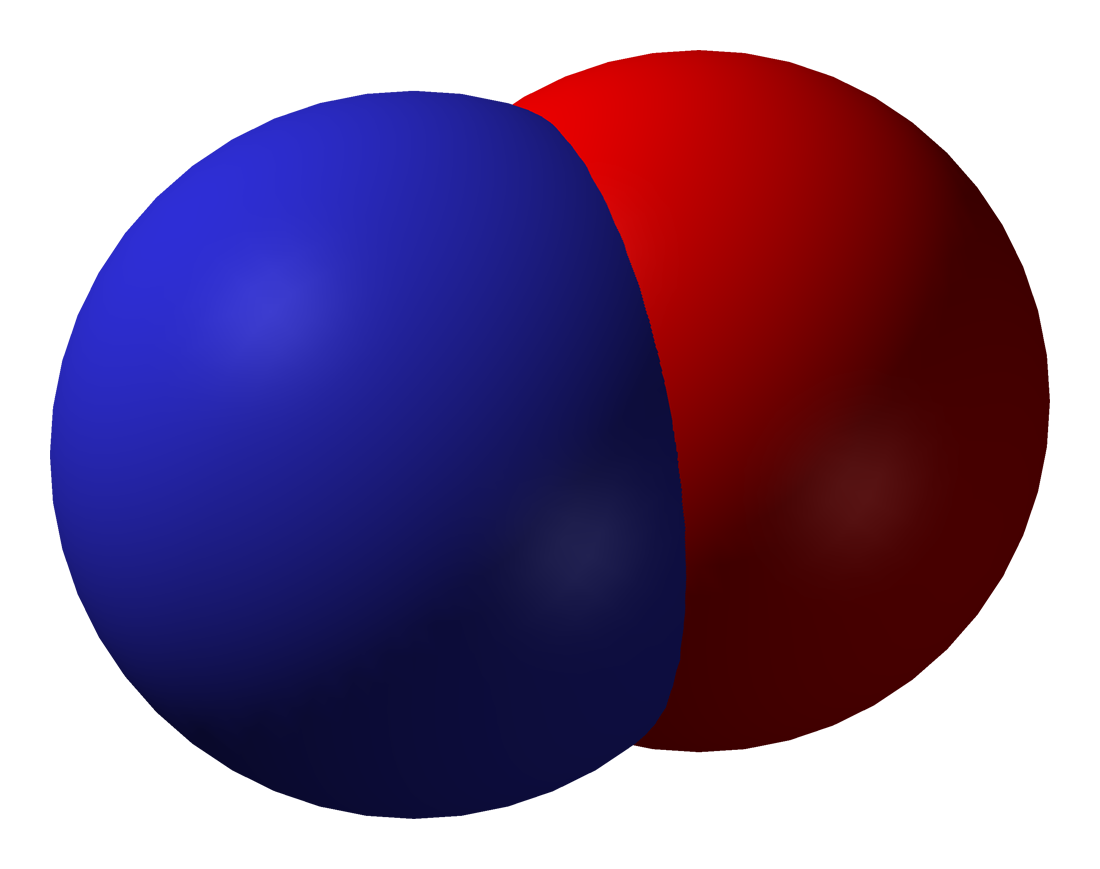
Monoxid de azot, NO
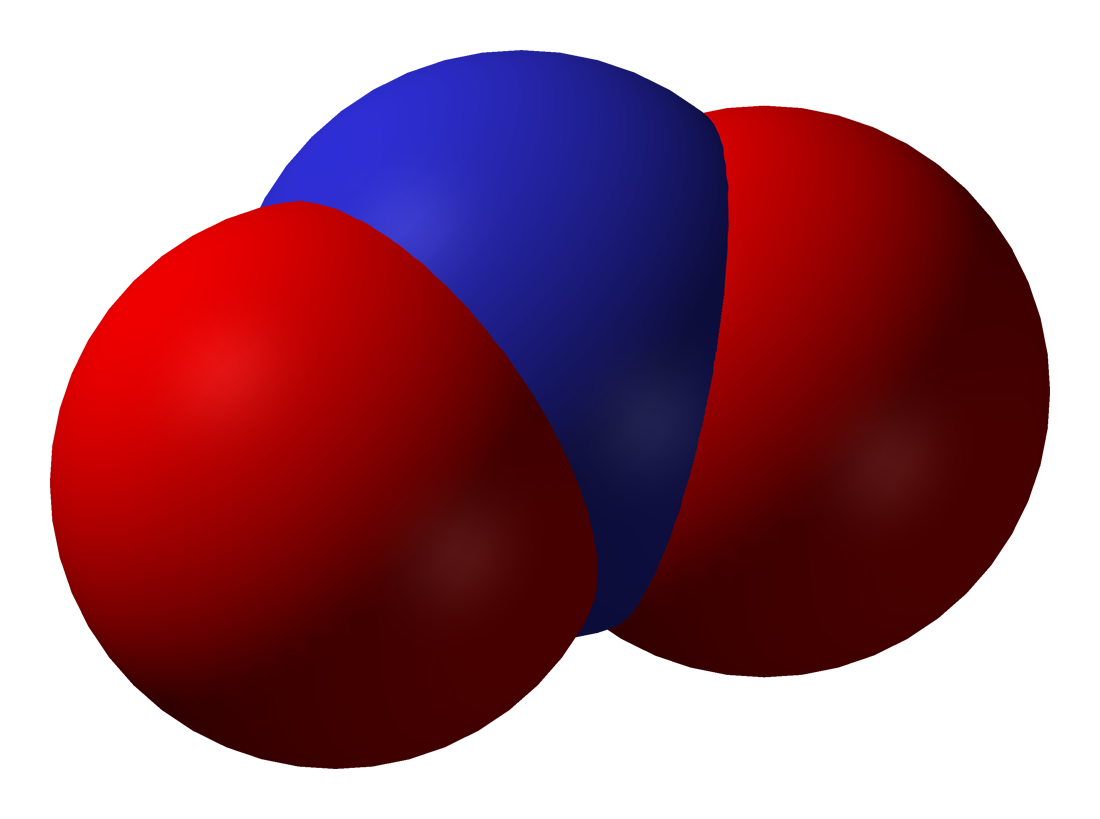
Dioxid de azot, NO2
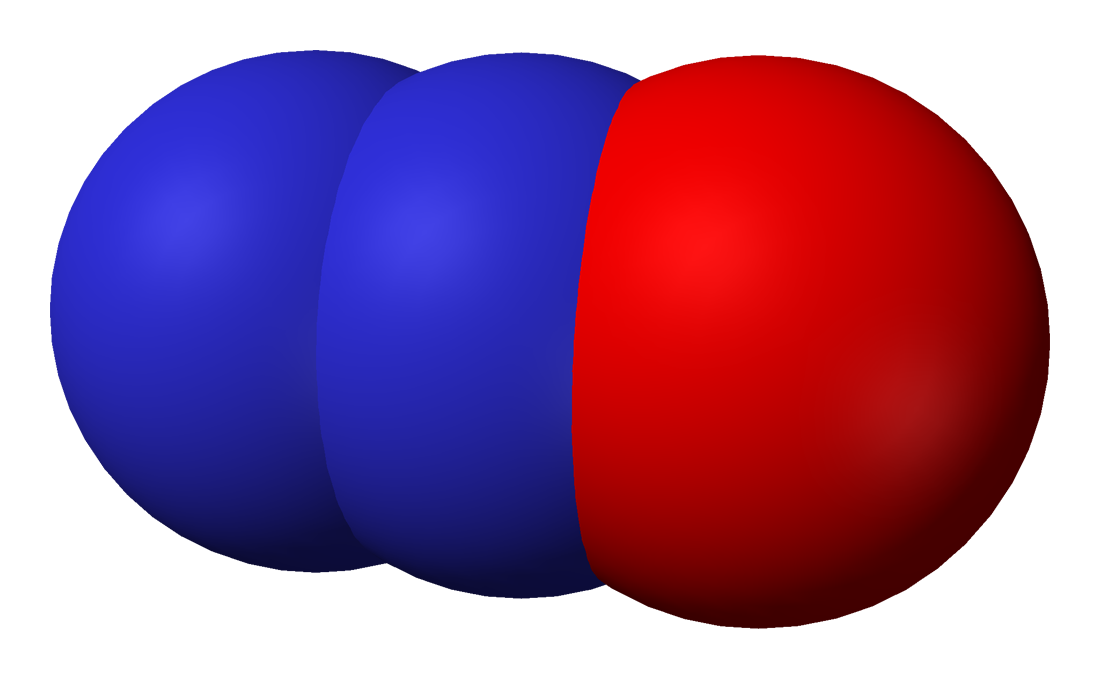
Protoxid de azot, N2O
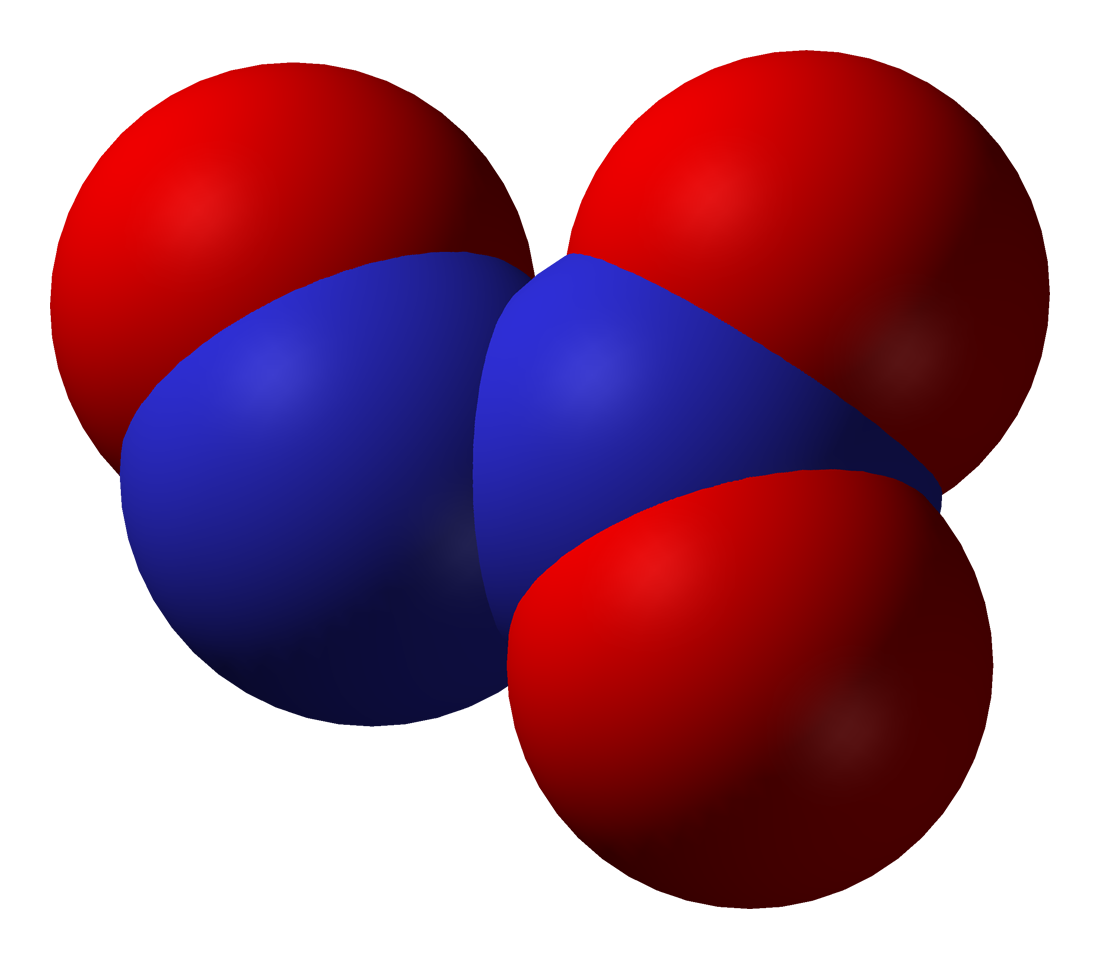
Trioxid de diazot, N2O3
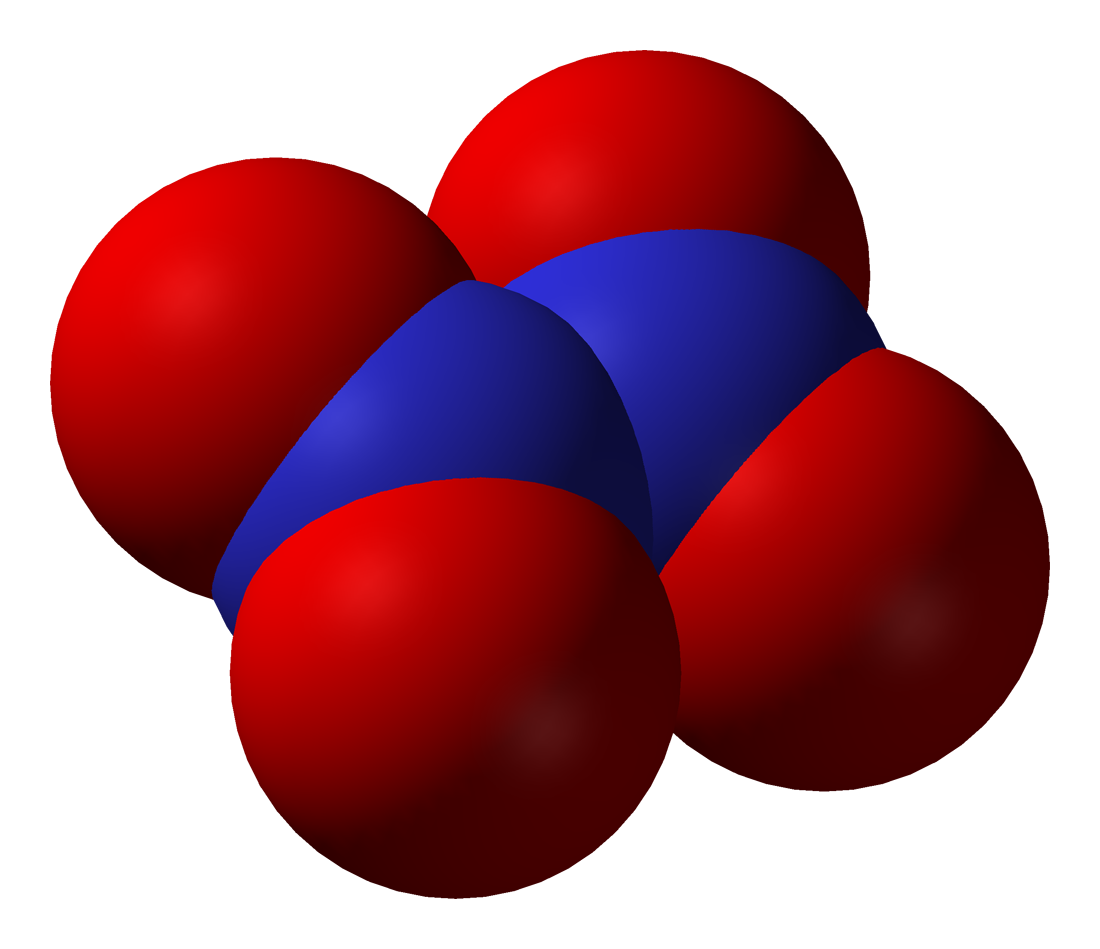
Tetroxid de diazot, N2O4
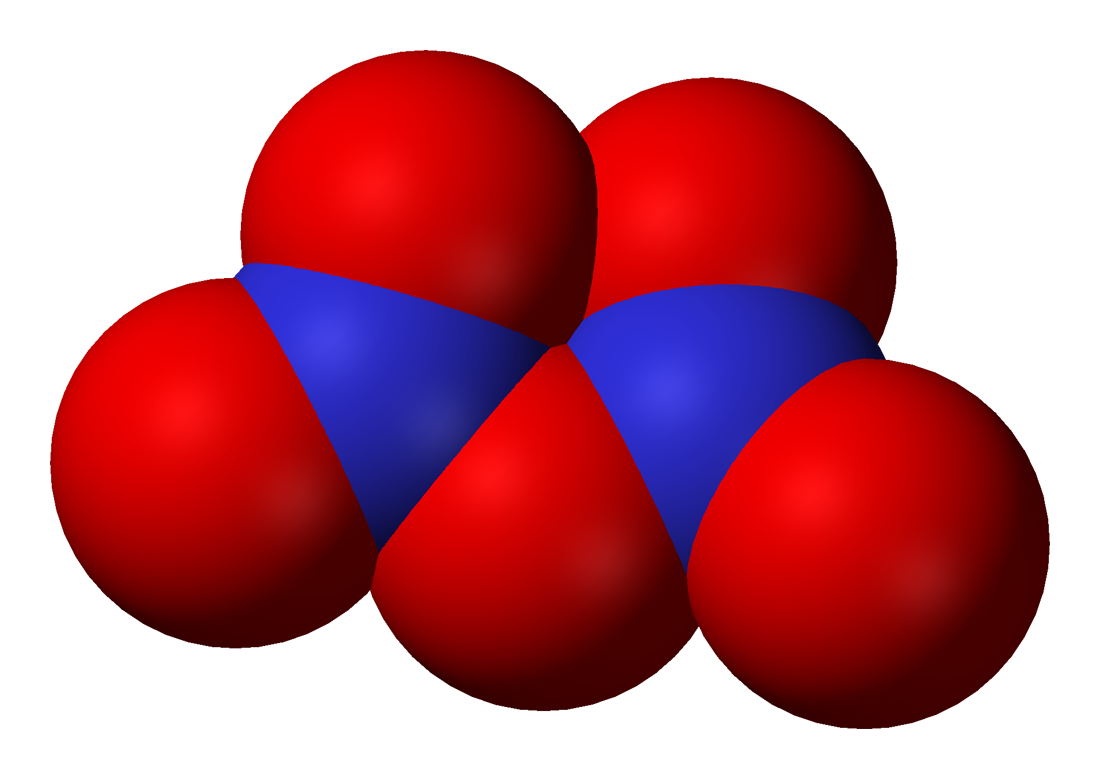
Pentoxid de diazot, N2O5